# تود بينيت
تود بينيت (بالإنجليزية: Todd Bennett) هو منافس ألعاب قوى بريطاني، ولد في 6 يوليو 1962 في ساوثهامبتون في المملكة المتحدة، وتوفي بنفس المكان في 16 يوليو 2013 بسبب سرطان.

## وصلات خارجية
- تود بينيت على موقع الاتحاد الدولي لألعاب القوى (الإنجليزية)
- تود بينيت على موقع اللجنة الأولمبية الدولية (الإنجليزية)
- تود بينيت على موقع أوليمبيديا (الإنجليزية)
- تود بينيت على موقع اللجنة الأولمبية البريطانية (الإنجليزية)
- تود بينيت على موقع اتحاد ألعاب الكومنولث (مؤرشف) (الإنجليزية)